# 釋迦ヶ嶽庄太郎
釋迦ヶ嶽 庄太郎（しゃかがたけ しょうたろう、1889年5月15日 - 1966年7月18日）は、山形県山形市釈迦堂出身で山科部屋、出羽海部屋に所属した力士。本名は川鰭 庄太郎（旧姓富塚）。8代山響。174cm、90kg。最高位は西前頭3枚目。

## 経歴
1906年1月初土俵、1913年1月十両昇進。1914年5月入幕し、平幕を上下した。1917年1月に鳳から金星を獲得。1922年1月限り引退し、山響を襲名。出羽海部屋付きの平年寄で終始し、1961年1月定年退職した。

## 成績
- 番付在位場所数30場所
- 幕内15場所57勝73敗11休9分預

### 場所別成績
| 1906年 （明治39年） | （前相撲）              | （前相撲）           |
| 1907年 （明治40年） | （前相撲）              | 西序ノ口7枚目 –      |
| 1908年 （明治41年） | 東序二段34枚目 –        | 西序二段6枚目 –      |
| 1909年 （明治42年） | 東三段目54枚目 –        | 東三段目11枚目 –     |
| 1910年 （明治43年） | 西三段目15枚目 –        | 東幕下46枚目 –       |
| 1911年 （明治44年） | 東幕下21枚目 –          | 西幕下26枚目 –       |
| 1912年 （明治45年） | 東幕下17枚目 –          | 東幕下8枚目 2–1 2預  |
| 1913年 （大正2年） | 東十両10枚目 2–1 1分1預 | 東十両10枚目 4–1     |
| 1914年 （大正3年） | 東十両3枚目 6–1         | 東前頭16枚目 7–3     |
| 1915年 （大正4年） | 東前頭5枚目 4–5 1預     | 東前頭8枚目 5–4 1分  |
| 1916年 （大正5年） | 東前頭4枚目 5–4 1預     | 東前頭5枚目 1–8 1預  |
| 1917年 （大正6年） | 西前頭9枚目 5–5 ★       | 西前頭3枚目 3–7      |
| 1918年 （大正7年） | 東前頭8枚目 4–5–1       | 東前頭9枚目 5–5      |
| 1919年 （大正8年） | 東前頭4枚目 3–5 2預     | 東前頭14枚目 3–5 2分 |
| 1920年 （大正9年） | 東前頭11枚目 6–3 1分    | 西前頭5枚目 3–7      |
| 1921年 （大正10年） | 西前頭7枚目 0–0–10      | 東前頭13枚目 3–7     |
| 1922年 （大正11年） | 東十両筆頭 引退 2–3–0   | x                    |
| 各欄の数字は、「勝ち-負け-休場」を示す。 優勝 引退 休場 十両 幕下 三賞：敢=敢闘賞、殊=殊勲賞、技=技能賞 その他：★=金星 番付階級：幕内 - 十両 - 幕下 - 三段目 - 序二段 - 序ノ口 幕内序列：横綱 - 大関 - 関脇 - 小結 - 前頭（「#数字」は各位内の序列） |                         |                      |

- 幕下以下の地位は小島貞二コレクションの番付実物画像による。

## 改名
最上山→釋迦ヶ嶽(1910年1月場所-)